# Mukanahallipatna, Gubbi
Mukanahallipatna là một làng thuộc tehsil Gubbi, huyện Tumkur, bang Karnataka, Ấn Độ.